# Dom St. Marien zu Wurzen

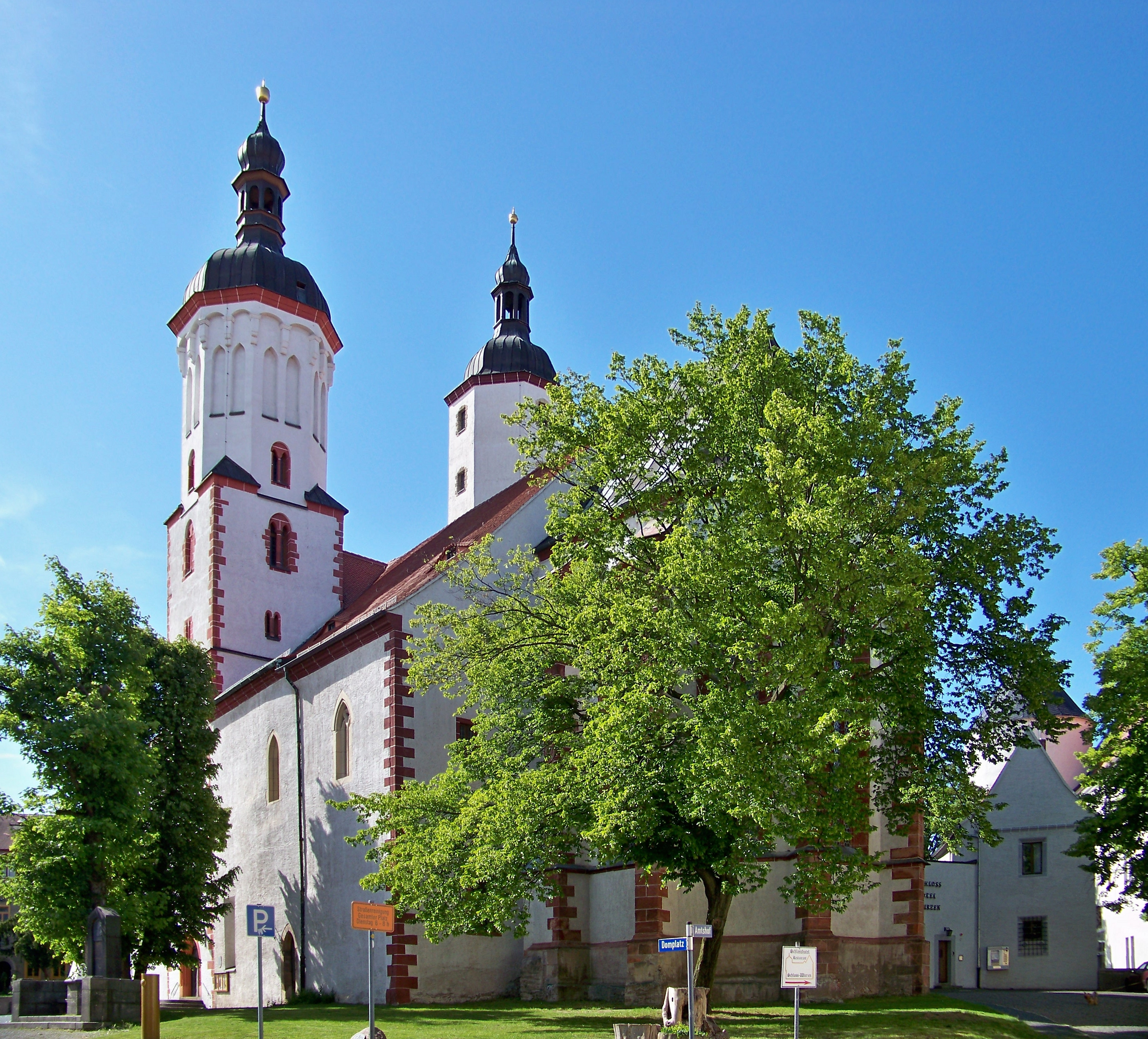
Der Dom von Osten mit dem Lutherbrunnen (li.) und dem Eingang zum Schloss Wurzen (re.) (2009)

Der Dom St. Marien zu Wurzen ist eine evangelisch-lutherische Kirche in der Großen Kreisstadt Wurzen in Sachsen. Als Stiftskirche des Wurzener Kollegiatstiftes erbaut, wurde sie seit Ende des 15. Jahrhunderts, als die Meißner Bischöfe im Wurzener Schloss ihre Residenz errichteten, als Dom bezeichnet.
Seit 1542 dient die Kirche dem evangelischen Gottesdienst. Sie wird auch wegen ihrer guten Akustik zu kirchenmusikalischen Konzerten genutzt. Eine Besonderheit ist die einheitliche Ausstattung der Kirche mit Architekturplastiken des Bildhauers Georg Wrba.
Der Wurzener Dom prägt mit seinen beiden jeweils 42 Meter hohen Türmen markant das Stadtbild mit. Er ist ein bedeutendes Baudenkmal des als Wurzener Land bezeichneten Territoriums. Im Jahr 2014 bestand er seit 900 Jahren.

## Lage und Gestalt
Der Dom liegt im südwestlichen Teil der Altstadt von Wurzen auf einem Hügel, der sich etwa zehn Meter über die sich nach Westen erstreckende Muldenaue erhebt. Nördlich des Doms steht am Schlosshof das Schloss Wurzen, das über die „Alte Kustodie“ eine bauliche Verbindung zum Dom besitzt. Südlich liegt der Domplatz.

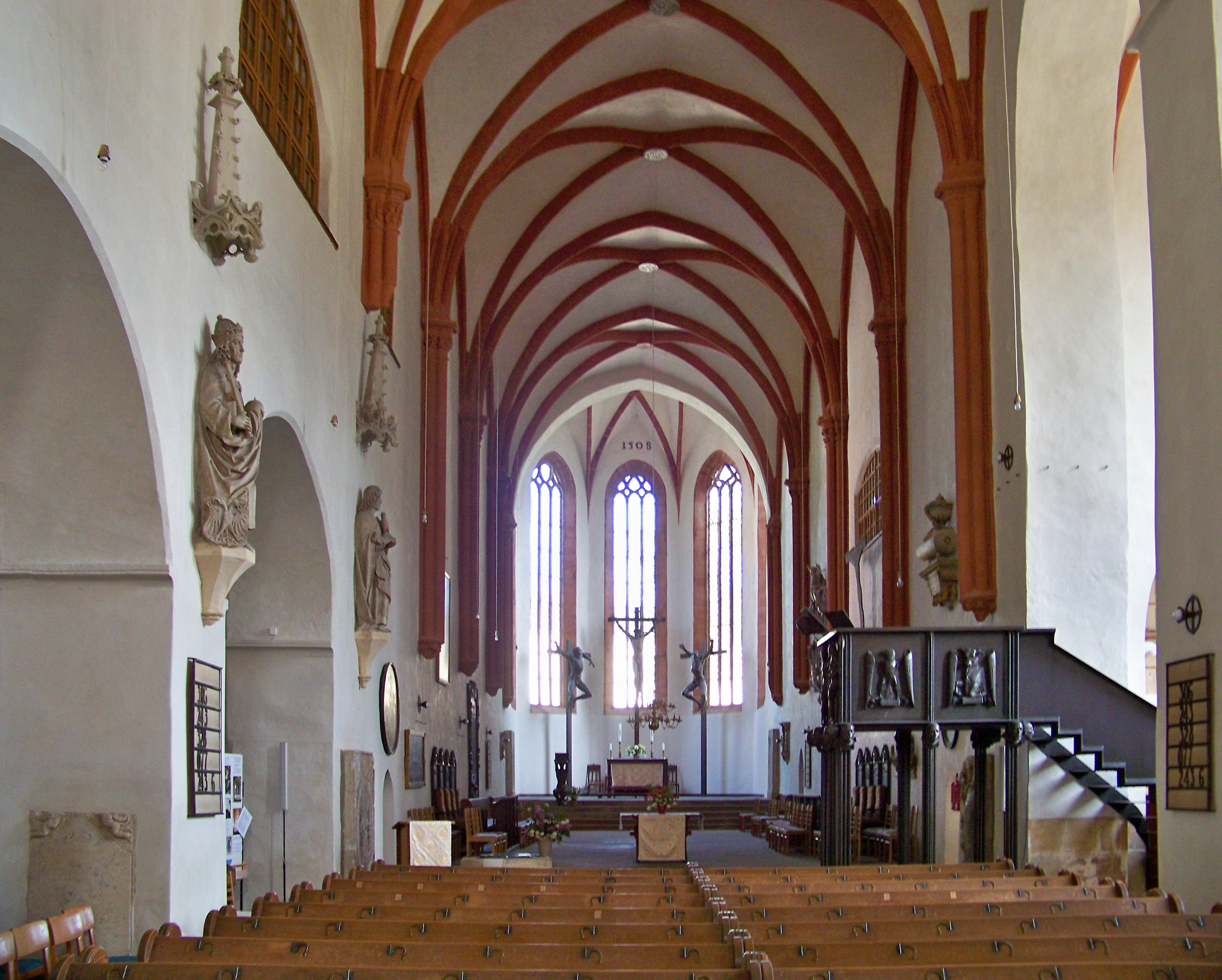
Teil des Mittelschiffs mit Ostchor
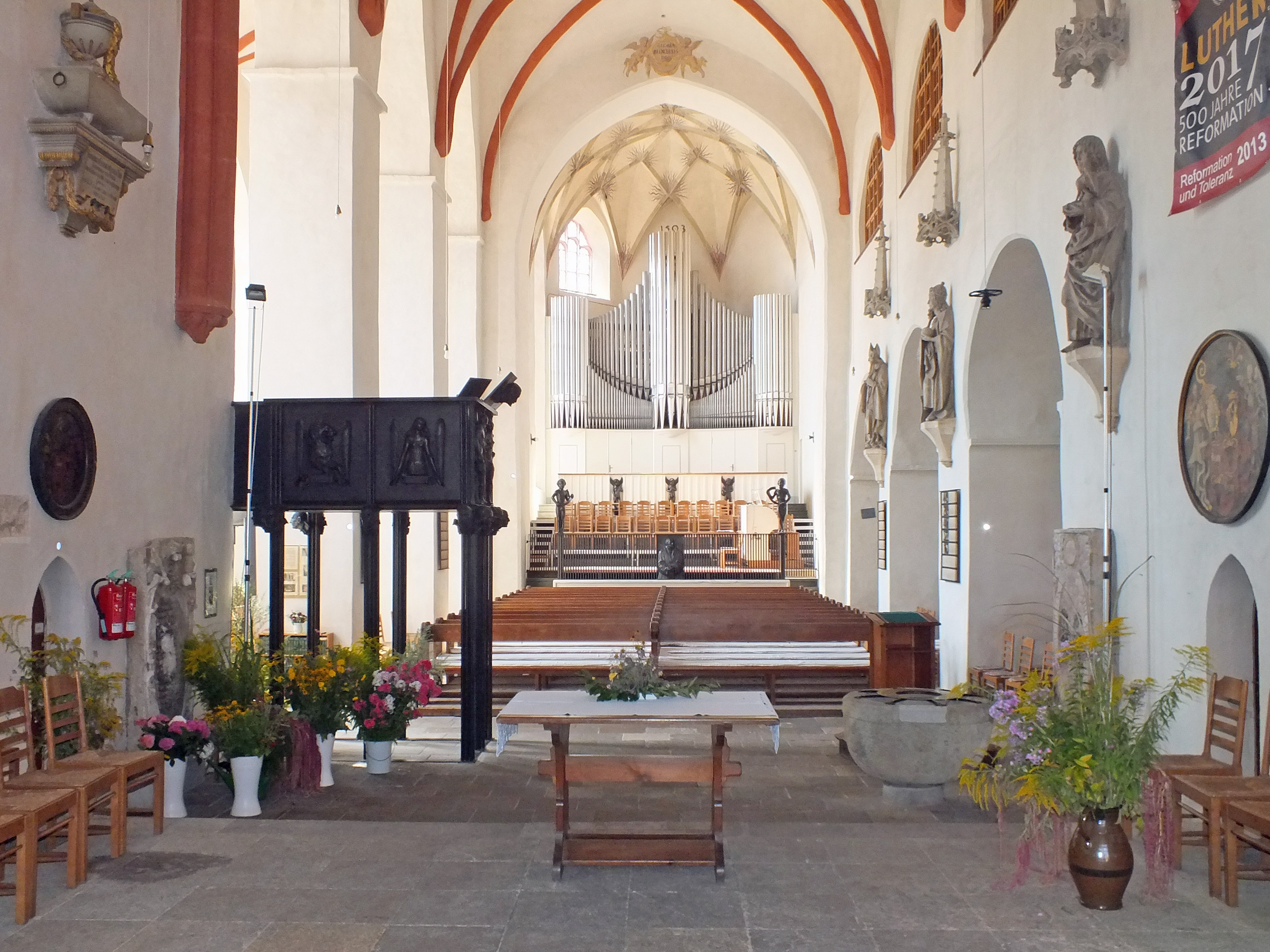
Mittelschiff und Westchor
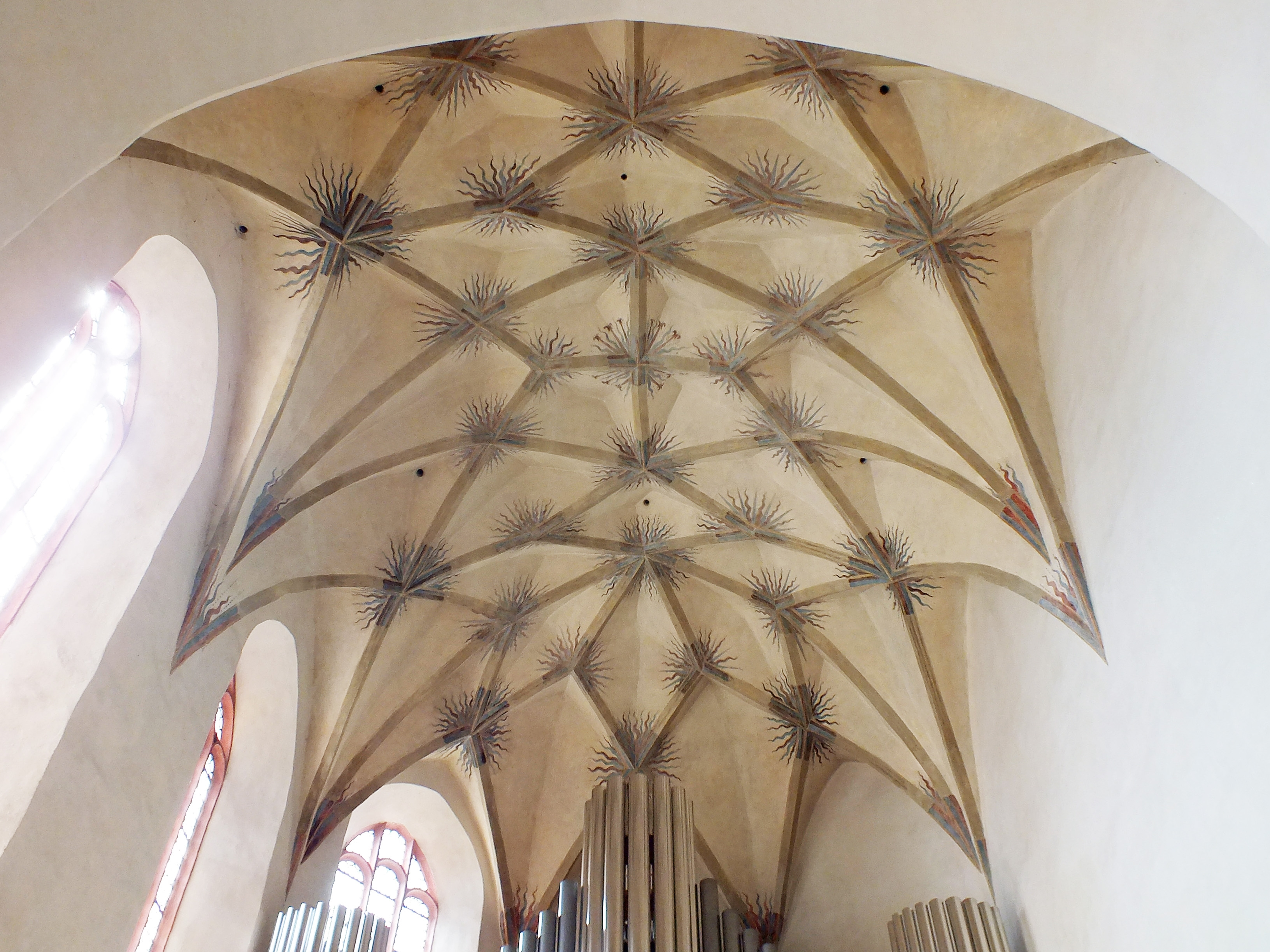
Gewölbe des Westchors

Der Dom ist ein sich in Ost-West-Richtung erstreckendes, in seinen Hauptteilen gotisches Bauwerk von 60 Metern Länge und am Mittelschiff 21 Metern Breite. Das über drei Joche reichende Mittelschiff besitzt zwei Seitenschiffe unterschiedlicher Höhe. Nach Osten schließt sich ein vierjochiger Chor an, der im Altarraum, einer Apsis mit 5/8-Schluss, endet. Auch nach Westen folgt auf das Mittelschiff ein Chor. Während die übrigen Bereiche der Kirche ein einfaches Kreuzrippengewölbe aufweisen, besitzt der Altarraum ein Sterngewölbe und der Westchor ein aufwändiges und farbig gefasstes Zellengewölbe.
An der Ostseite der Seitenschiffe steht jeweils ein Turm. Damit befinden sich die Türme nahezu in der Mitte des Kirchengebäudes. Sie besitzen barocke Hauben und Laternen und sind unterschiedlich gestaltet. Der etwas höhere Südturm, durch den auch der Zugang in die Kirche erfolgt, ist in seinem oberen Teil stärker gegliedert. An den Südturm schließt sich im Bereich des Ostchors ein Anbau an, der die sonst sichtbaren gotischen Strebepfeiler und Fenster verdeckt.

## Geschichte
Die erste Kirche, den Vorgängerbau des heutigen Domes, weihte am 16. August 1114 der Meißner Bischof Herwig († 1119) zu Ehren der Jungfrau Maria. Sie war die Stiftskirche für das von ihm im gleichen Jahr gegründete Kollegiatstift Wurzen. Es handelte sich um eine flach gedeckte romanische Pfeilerbasilika, die in ihrer Größe etwa dem heutigen Mittelschiff entsprach.
Die erste größere Erweiterung war um 1260 bis 1290 der Anbau der vier Joche des Ostchores. In der Mitte des 14. Jahrhunderts erfolgten die Einwölbung des Mittelschiffs und der Ausbau des südlichen Seitenschiffs zur Halle, bevor im Jahre 1470 ein Brand große Teile der Kirche zerstörte. Nach dem Wiederaufbau erfolgten die nächsten Erweiterungen nach 1500 unter Bischof Johann VI. von Saalhausen (1444–1518). Er ließ 1503 den Westchor errichten, den er als seine Begräbnisstätte vorsah, und 1508 zwei Joche an den Ostchor anfügen, den heutigen Altarraum. Von 1491 bis 1497 hatte er das benachbarte Schloss Wurzen als Bischofsresidenz erbauen lassen, sodass die Kirche nun zum Dom wurde. Das Kollegiatstift wurde zum Domkapitel.
Obwohl bereits 1542 im Dom evangelische Gottesdienste stattfanden, bewohnten die katholischen Bischöfe noch das Schloss. Der letzte Bischof Johann IX. von Haugwitz (1524–1595) löste mit der Übergabe an das nunmehr evangelische Domkapitel das Bistum Meißen auf. Neuer Stiftsherr in Wurzen wurde der sächsische Kurfürst August (1526–1586).

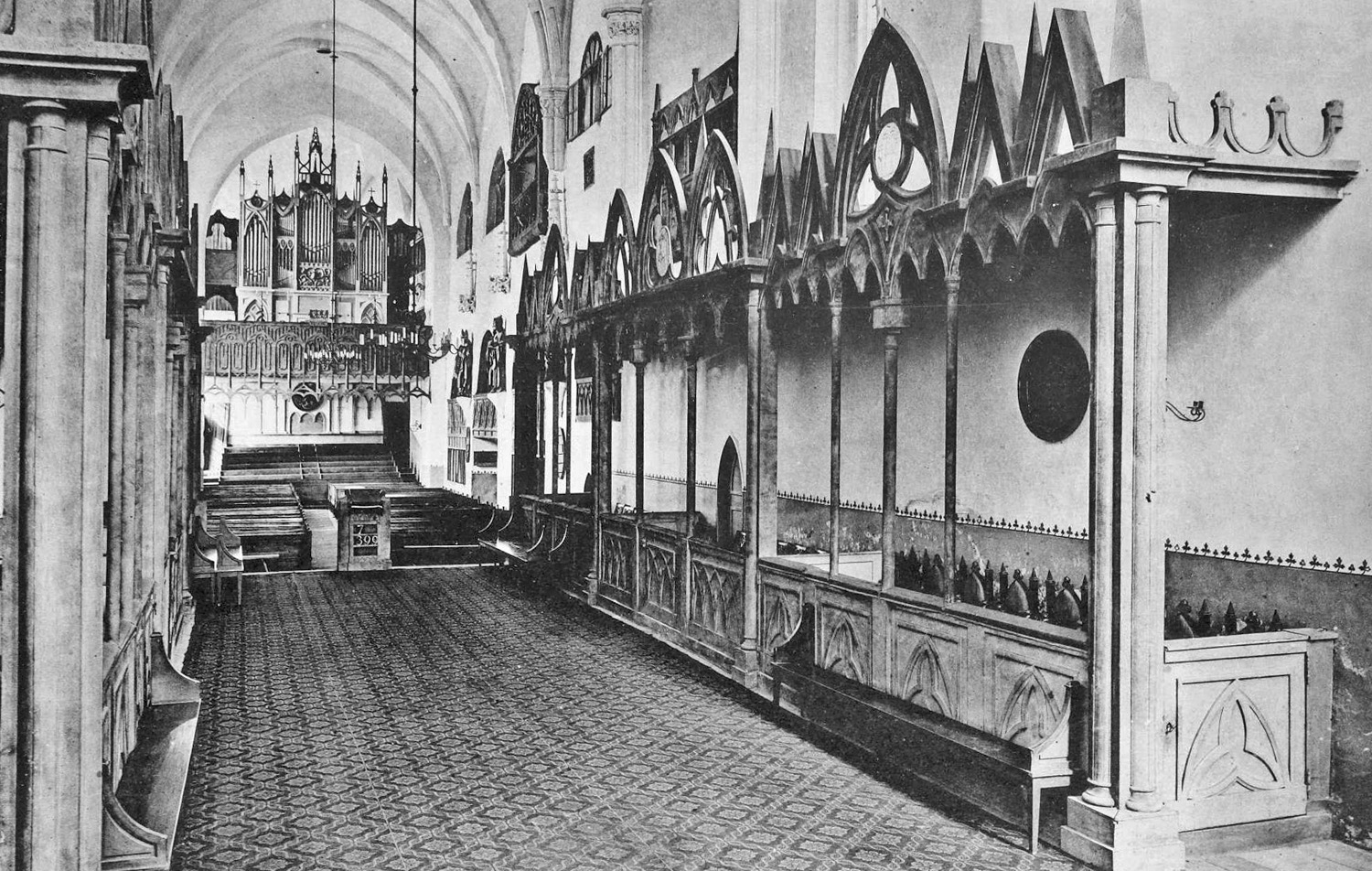
Neugotische Ausstattung um 1900, Chorgestühl vom Altar aus gesehen

Zur Erweiterung des Platzangebots wurden 1555 im nördlichen Seitenschiff und 1593 im südlichen Seitenschiff Emporen eingebaut. 
Bis auf kleinere Umbauten und Reparaturen blieb der Dom dann bis 1817 unverändert. In diesem und im folgenden Jahr erfolgt eine umfassende Umgestaltung im Stil der Neugotik. Die führenden Bauherren waren dabei der Wurzener Dompropst und Bauforscher Christian Ludwig Stieglitz (1756–1836) und der Dechant des Kapitels Immanuel Christian Leberecht von Ampach (1772–1831). Die vorhandenen Einbauten einschließlich der Emporen wurden beseitigt. Durch einen hellen Anstrich der Wände und durch den Einbau neuer Fenster wurde der Dom insgesamt viel heller gestaltet. Ein neuer Altar mit gotischem Schnitzwerk und einem großen Altarbild „Christi Taufe im Jordan“ von Friedrich Matthäi (1777–1845) sowie ein gotisches Chorgestühl wurden eingebaut. Die Orgel wurde erneuert und Fußboden und Bänke wurden ausgetauscht.
Die letzte Umgestaltung des Innenraumes erfolgte in den Jahren 1931 bis 1932. Sie ist vor allem von der radikalen Beseitigung der neugotischen Teile und der Einfügung zahlreicher expressionistischer Bildwerke des Bildhauers Georg Wrba sowie vom Einbau der Jehmlich-Orgel gekennzeichnet.
Im Februar 1943 wurde die große Bronzeglocke aus dem Jahr 1521 zum Einschmelzen für Kriegszwecke aus dem Glockenturm herabgelassen und auf einen Glockenfriedhof nach Hamburg verbracht. Sie entging der Zerstörung und Einschmelzung und konnte im Mai 1950 nach Wurzen zurückgeholt werden – sie hängt seitdem wieder am angestammten Platz im Nordturm.
1986 übernahm Eberhard Burger als Domherr im Domkapitel des Domes zu Wurzen eine neue Aufgabe: Unter seiner Leitung wurde der Wurzener Dom, der sich seinerzeit in einem desolaten Zustand befand, zuerst von außen und danach innen komplett renoviert. Die Arbeiten wurden 2004 unter seiner Leitung abgeschlossen.

## Domkapitel
Seit der Reformation wird der Dom von seinem Domkapitel verwaltet, dem kirchliche und weltliche Repräsentanten ehrenamtlich angehören. Es besteht aus dem Dompropst, dem Dechanten und weiteren Mitgliedern – den Domherren und Domherrinnen –, die vom Stiftsherren, dem Landesbischof, berufen worden sind.
Bekannte Angehörige des Domkapitels waren beispielsweise Immanuel Christian Leberecht von Ampach, Paul Herfurth, Friedrich Krug von Nidda und von Falkenstein, Hermann Ilgen, Johann Georg Keil, Börries Freiherr von Münchhausen, Günther Ramin, Christian Ludwig Stieglitz, Horst Schulze und Eberhard Burger.
Mit Stand November 2023 gehören zum Domkapitel mehrere Domherren, eine Domherrin sowie einige Altdomherren. Stiftsherr ist traditionsgemäß qua Amt der jeweilige Landesbischof.

## Gegenwart
Der Dom hat keine eigene Kirchgemeinde, die für die Erhaltung zuständig wäre. Spenden und Fördermittel sind für seinen Erhalt erforderlich. Jedes Jahr von Frühjahr bis Herbst dient der Dom der Evangelisch-Lutherischen Kirchgemeinde Wurzen, deren Stammkirche die Stadtkirche St. Wenceslai ist, als Ort für ihre Gottesdienste.
Der Dom ist regelmäßig Aufführungsstätte für Konzerte mit der Domkantorei St. Marien und der Jugendkantorei des Wurzener Domes, die vom Domkantor bis Juni 2019 geleitet wurden.

## Umgestaltungen und Ausstattungen

### Historische Ausstattung

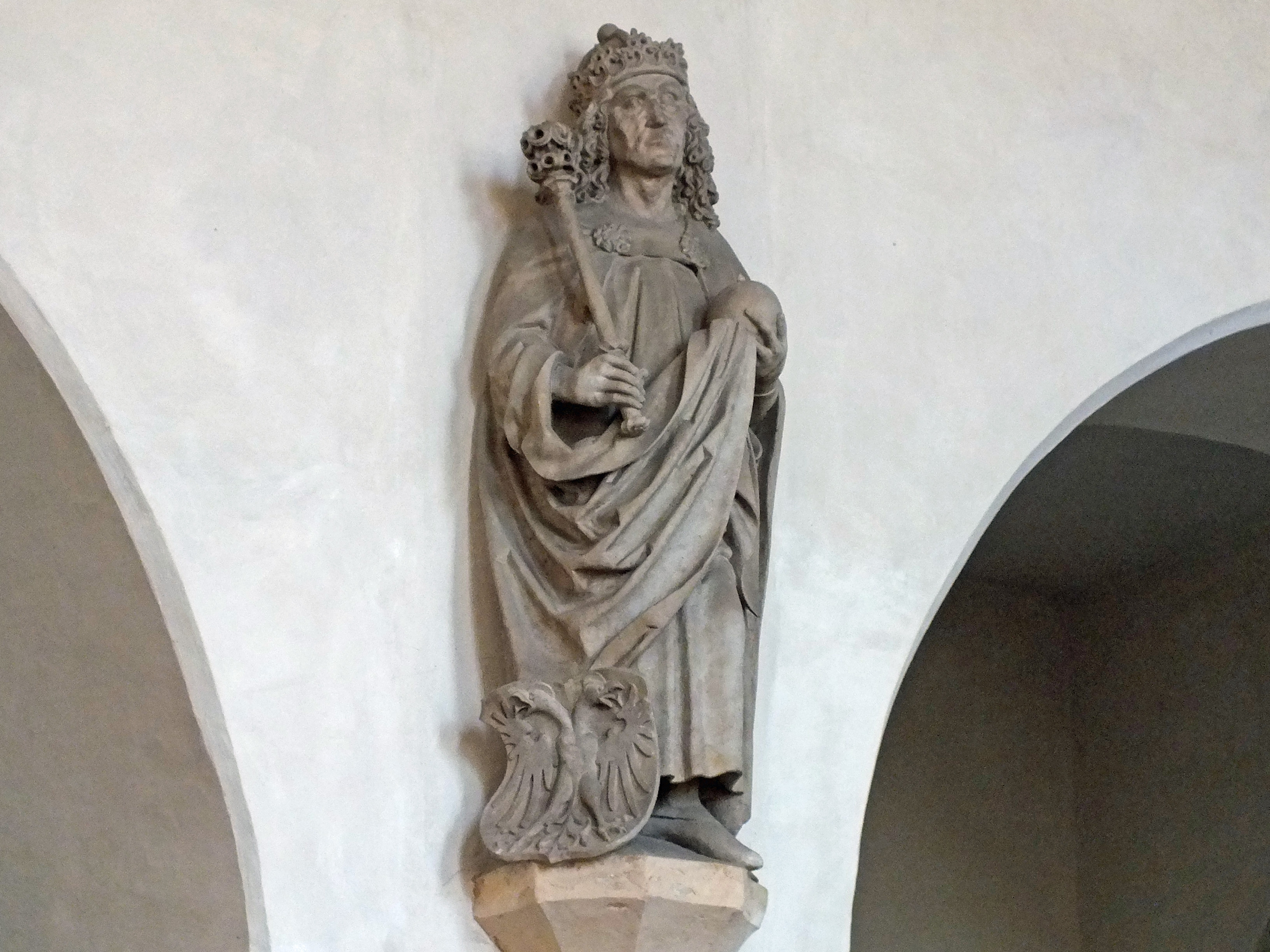
Otto I. an der Nordwand des Mittelschiffs

Von der Ausstattung des Doms vor der Reformation, der zu dieser Zeit allein sieben Altäre aufwies, ist wenig erhalten. Die wichtigsten Kunstwerke sind drei vollplastische Steinfiguren aus der Zeit vor 1503. Sie waren zunächst im Westchor aufgestellt und befinden sich jetzt mit Sockel und Baldachin an der Nordwand des Mittelschiffes. Ihr Schöpfer ist unbekannt. Sie stellen Bischof Donatus von Arezzo († um 362), Kaiser Otto I. (912–973) und den Evangelisten Johannes dar. Otto I. war der Gründer des Bistums Meißen, Donatus und Johannes waren die Schutzpatrone des Bistums.
An den Bischof Johann VI. von Saalhausen erinnern ein Sandsteinrelief mit seinem Wappen an der Nordwand des Ostchores und eine Bronzetafel an der Südwand des südlichen Seitenschiffes, die früher die Lage seines Grabes im Dom markierte. An der Nordwand des Altarraumes (siehe Bild Lesepult) befindet sich der Grabstein der in Flachrelief dargestellten Witwe Brunos von der Pforte (Sterbejahr 1503). Bruno von der Pforte war von 1465 bis 1480 mit Schloss, Pflege und Amt Königsstein belehnt.
An einen Ururenkel Martin Luthers, Johan Martin Luther (1619–1669), Eigentümer des Rittergutes im benachbarten Hohburg und von 1649 bis zu seinem Tod 1669 Stiftsherr im Wurzener Dom, erinnert im Ostchor eine schwarz-weiß gefasste marmorne Gedenktafel. Von seiner ersten Frau Regine, geborene Leyser († 1653), existiert eine gut erhaltene Grabplatte im Eingangsbereich des Domes.
Das ehemalige Altarbild aus dem Jahr 1817 hängt seit der Umgestaltung des Doms 1932 an der Westwand des südlichen Seitenschiffes.

### Umgestaltung und Wrba-Ausstattung 1931–1932
Die jüngsten Erneuerungen 1931/1932 wurden nötig, „weil die alten Holzeinbauten nicht mehr zu erhalten waren“ (Fritz Fichtner). Chorgestühl, Kanzel, Altar, die Betstuben im Mittelschiff und die baufälligen Holzemporen im Süd- und Nordschiff wurden beseitigt. Der Nord- und der Süd-Eingang wurden aus raumkünstlerischen und technischen Gründen (Windfang) in die Mitte des Bauwerks verlegt. An der Nordseite des Westchores, also im Schlosshof, wurde ein Treppenhaus gebaut, das den Zugang zur Nordempore ermöglicht, und im Erdgeschoss WC-Möglichkeiten geschaffen. Die großen Südfenster des Kirchenschiffes erhielten ein neues, historisch orientiertes Maßwerk. Auch wurden eine neue Heizung, Lichtausstattung, Orgelempore und Sängerbühne samt neuer Orgel eingebaut. Die Innenausstattung – Altar mit Kreuzigungsgruppe, Domherrenstühle, Kanzel, Orgelbrüstung, Widmungstafeln, Taufbecken aus Bronze – wurden neu geschaffen. Die bauliche und denkmalpflegerische Oberleitung hatten die Architekten Emil Högg und Friedrich Rötschke.
Die tiefgreifende Umgestaltung des Domes war damals Anlass für eine leidenschaftliche Diskussion in und um Wurzen, wie das folgende Zitat nahelegt:

„Wie werden spätere Geschlechter diese letzte Wiederherstellung beurteilen? Verstummt ist das mit Leidenschaft vorgetragene Für und Wider, vergessen Hass und Neid, aber auch alle Überschwenglichkeit – es bleibt nur das Werk und spricht für sich selbst, kündet vom Willen seiner Künstler und der Gesinnung der damaligen Zeit.“

Wo Kanzel und Orgel sich etwa aus architektonischen Gründen – wie im Dom zu Wurzen – nicht übereinander anordnen lassen, erlebt das Publikum in den Kirchenbänken die Orgel- und Chormusik meist von hinten, mit dem Rücken zum Instrument und zum Chor – es fehlt der Blickkontakt. Doch bei der Umgestaltung des Wurzner Doms im Jahr 1932 ersannen findige Handwerker für dieses Problem die bis heute praktizierte Lösung, um die Gemeinde „um 180 Grad zu drehen“ und zur Musik blicken zu lassen: Für jede Kirchenbank wird die Pultleiste für die Gesangbücher dank Längs-Drehung um die eigene Achse per Armkraft binnen Sekunden zur Rückenlehne der nächsten Kirchenbank. So wandelt sich – sozusagen im Pultumdrehen – die Predigtkirche mit Blickrichtung Osten zu Altar und Kanzel zum Oratoriensaal mit Blickrichtung Westen zu Chor und Orgel. Das Mittelschiff bietet 374 Sitzplätze, zusammen mit den beiden Seitenschiffen sind es 516.
Für die große Umgestaltung des Innenraumes schuf der Bildhauer Georg Wrba einen Zyklus spätexpressionistischer Bildwerke aus Bronzeguss, die die Ausstattung des Doms noch heute dominieren. Die Kreuzigungsgruppe beherrscht den Altarraum. Die Figur eines nackten Athleten bildet das Lesepult an der Grenze des Altarraums. Den Ostchor flankieren beidseitig je vier Domherrenstühle mit den Namen der damaligen Domherren.
Am auffälligsten ist die weit in den Bereich vor dem Ostchor hineinragende Kanzel, ein länglicher bronzener Quaderkorpus, der von sieben Röhrenbündeln getragen wird. Die Apostelköpfe an der Basis des Kanzelkorbes tragen die Gesichtszüge der damaligen Domherren, des Künstlers sowie des Hauptstifters der Domerneuerung, des Wurzener Ehrenbürgers und späteren Domherren Hermann Ilgen.
Ilgen ist auch eine Gedenktafel gewidmet. Sämtliche Erzgüsse dieser Kunstwerke schuf die Erzgießerei Milde Dresden unter Leitung von Werkführer W. Philipp.
Die Sängerempore im Westchor vor der Orgel begrenzt ein Gitter mit einem zentralen Lutherbildnis und zwei seitlichen Jünglingen. Am Fuß der Orgel befinden sich drei Figuren musizierender Engel.
Für die gesamte künstlerische Innenausstattung von Wrba wurden 10 Tonnen reiner Bronze verwendet. Dazu meint Fichtner: „Gemessen an der außerordentlich kostbaren Ausstattung mit modernen Bronzewerken wird aller Wahrscheinlichkeit nach die Nachwelt nicht geneigt sein, unsere doch allzu fühlbare furchtbare Not als ernst und nachhaltig anzuerkennen.“ Dieser „Schatz“ konnte den Begehrlichkeiten der Metallspende des deutschen Volkes im Zweiten Weltkrieg erfolgreich vorenthalten werden (der Dom musste 1943 „nur“ eine Bronzeglocke abgeben).

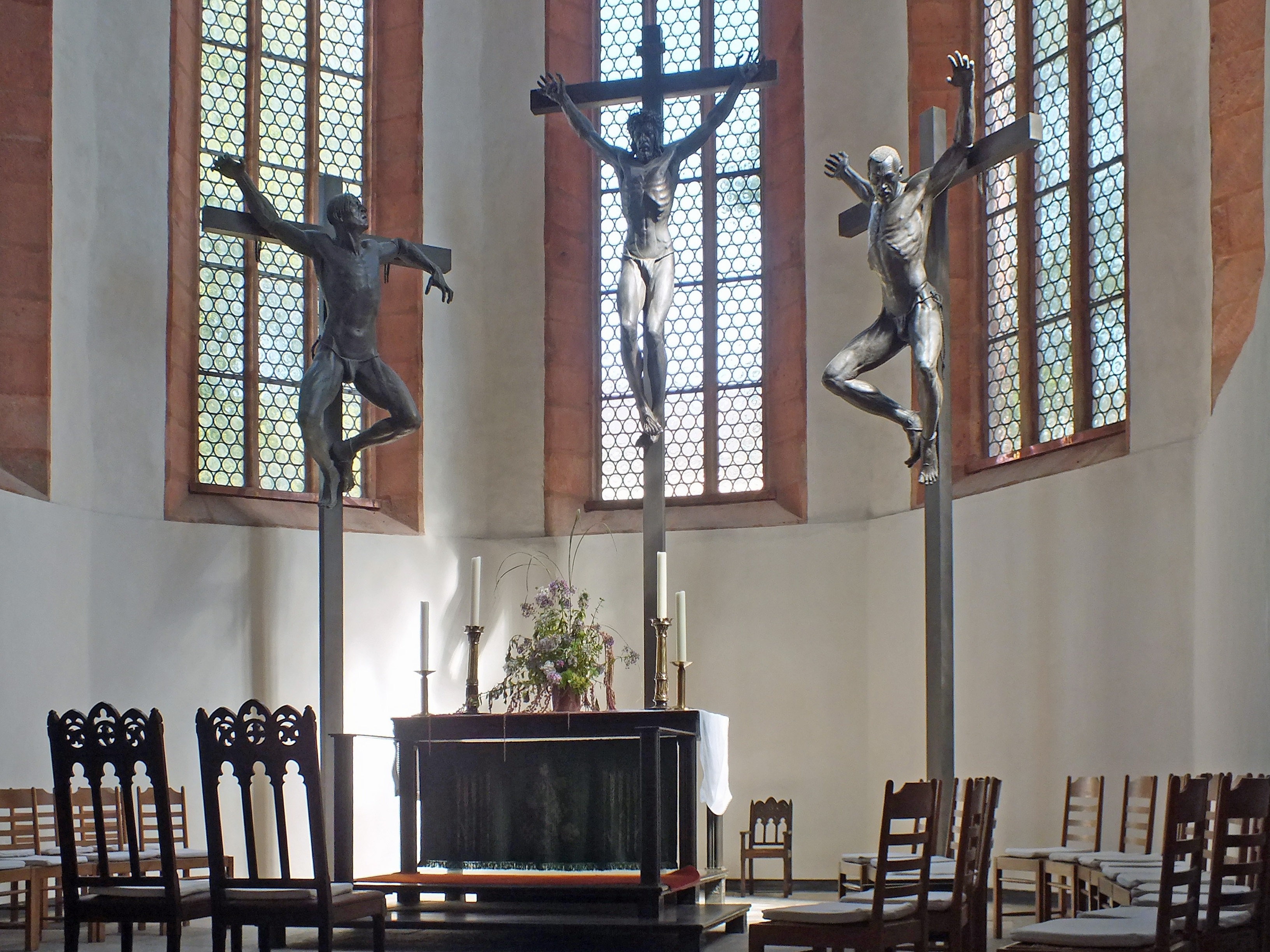
Die Kreuzigungsgruppe
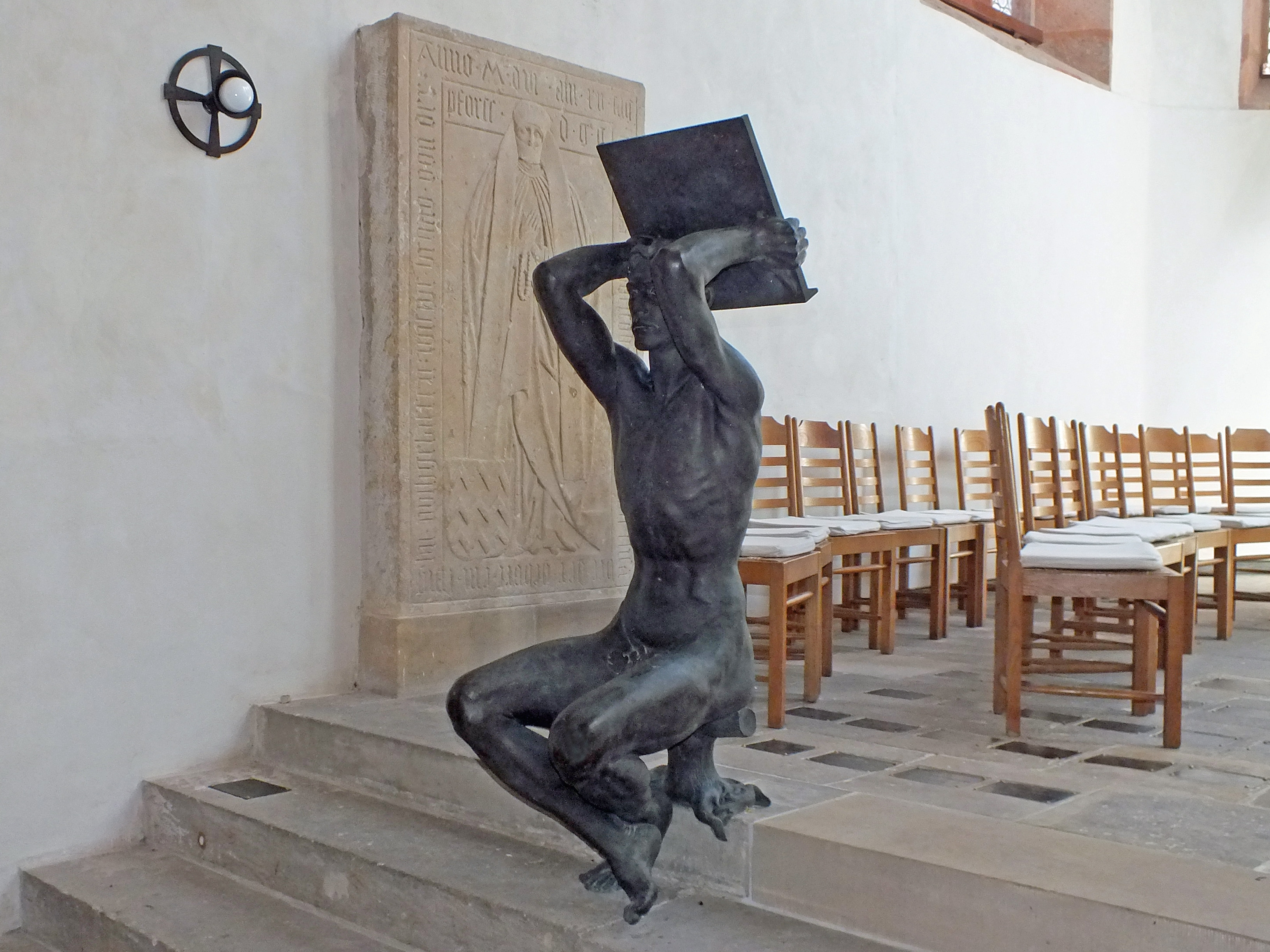
Das Lesepult
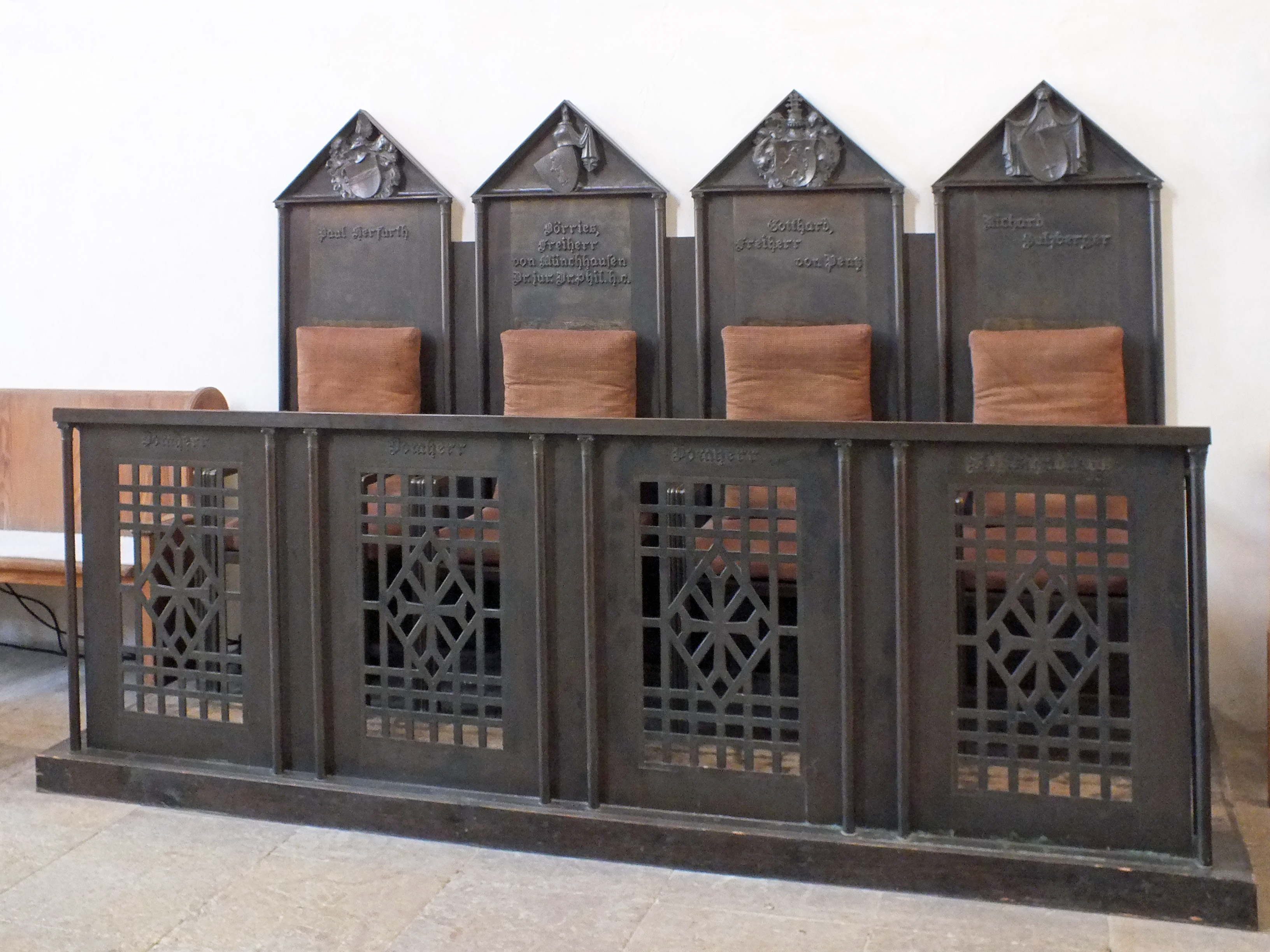
Domherrengestühl
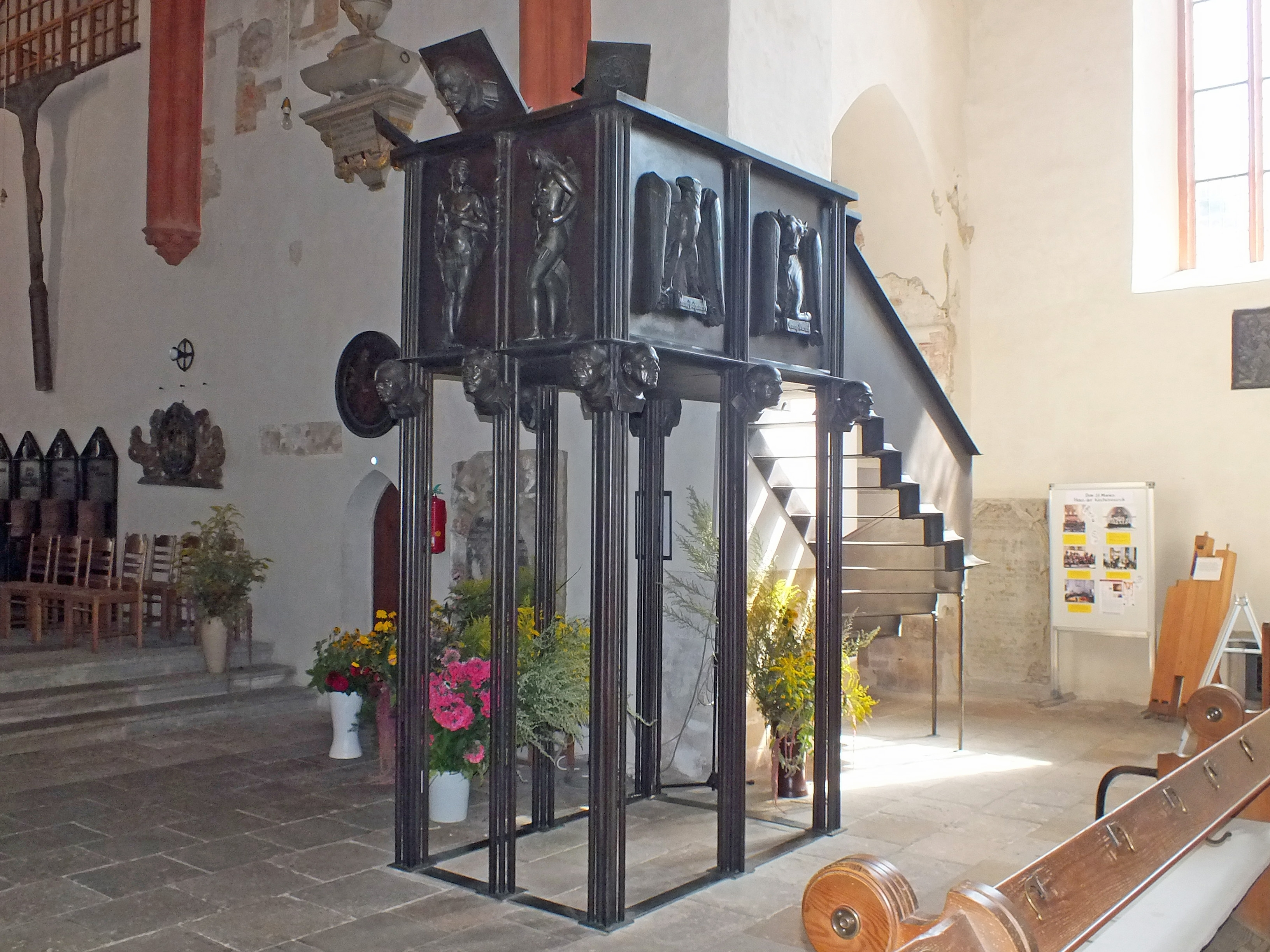
Die Kanzel
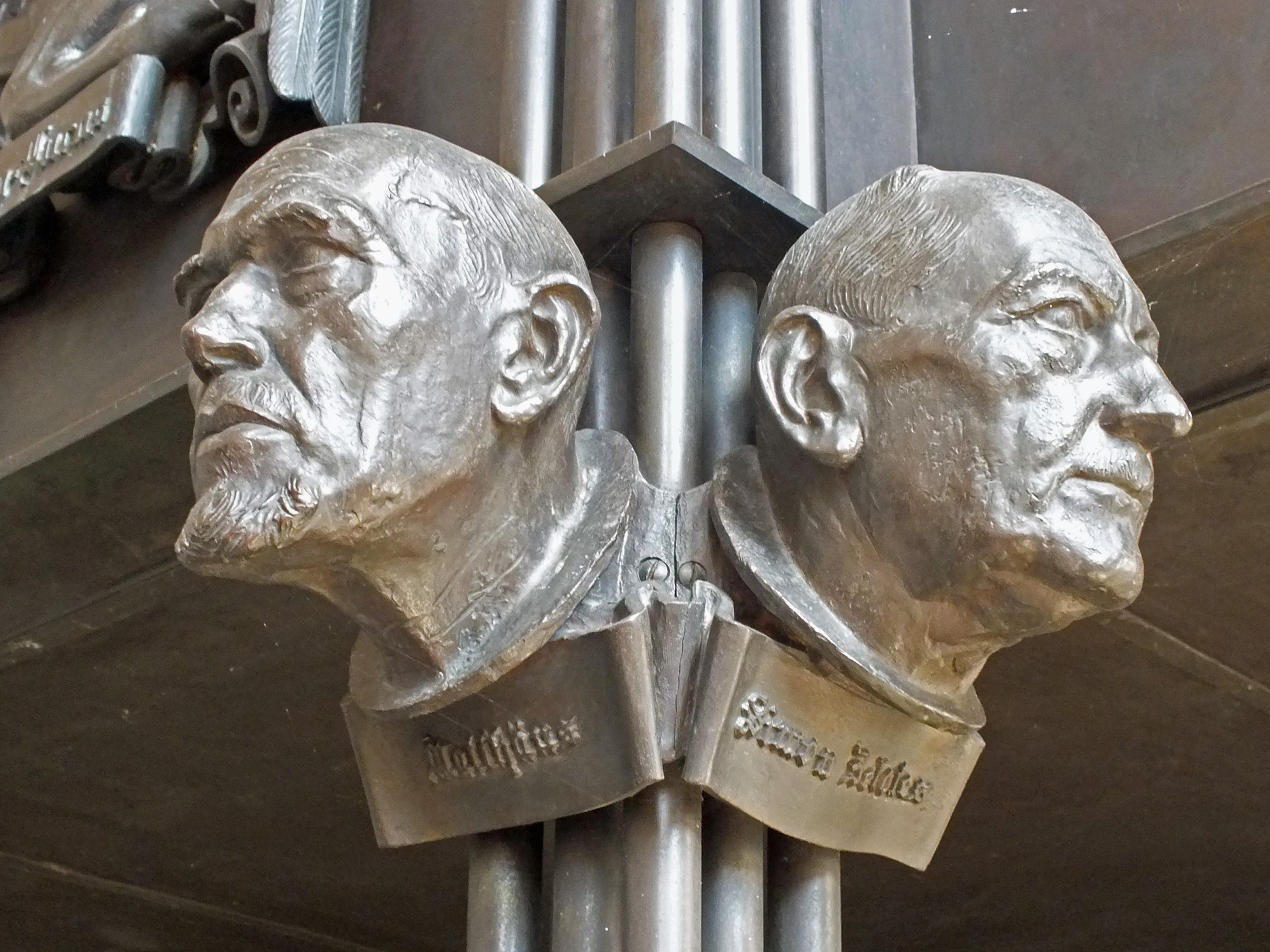
Apostelköpfe an der Kanzel
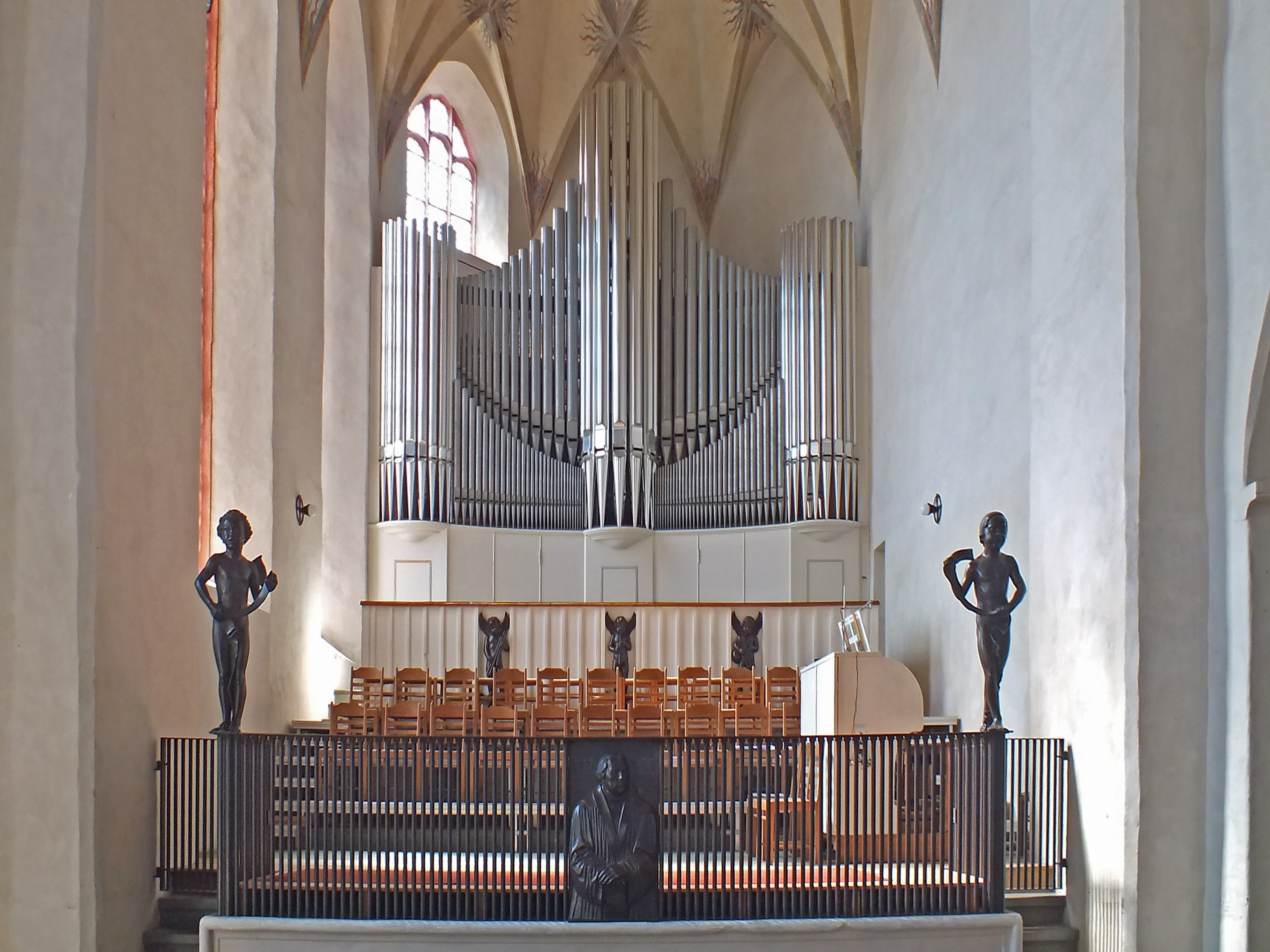
Chorgitter am Westchor und Orgel

## Orgel

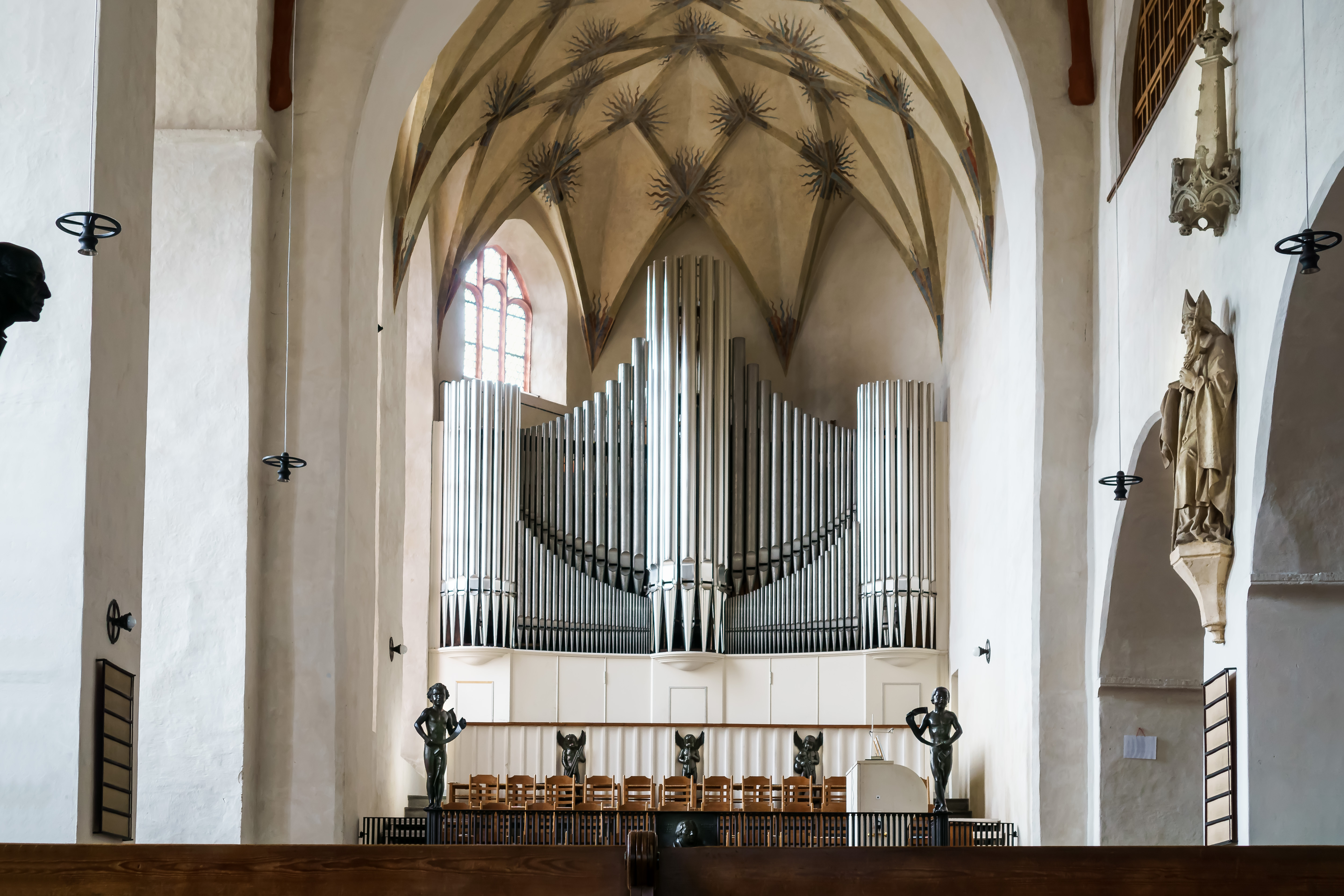
Orgelprospekt

Die 1931/1932 erbaute neue Orgel entspricht dem Konzept der neuen Innenraumgestaltung des Domes. Das Instrument mit Freipfeifenprospekt, elektro-pneumatischer Traktur und fahrbarem Spieltisch ist ein Werk der Firma Gebrüder Jehmlich, Dresden. Die Auswahl der 46 Register in ihren Klangfarben verantwortete Günther Ramin. Sie stellt eine Mischung dar zwischen „orgelbewegter“ Disposition und noch hochromantischer Pfeifenmensuration und -intonation. Das Instrument hat den Zweiten Weltkrieg sowie die Beschlagnahme des Domes seitens der Wehrmacht und der Sowjetarmee ohne ernste Schäden überstanden. Es ist in seiner Substanz so solide gebaut, dass es auch nach 40 Jahren DDR mit den damals sehr eingeschränkten Pflege- und Erhaltungsmöglichkeiten noch zu Gottesdiensten und Konzerten gespielt werden konnte.
Von 1998 bis 2001 sowie im Jahr 2007 erfolgten die schrittweise Generalüberholung, Modernisierung und Erweiterung, ausgeführt von der in Bernsdorf bei Zwickau ansässigen Orgelwerkstatt Christian Reinhold. Diese Firma kümmert sich seitdem regelmäßig um die Pflege und Erhaltung des Instrumentes. Da die Orgel neben den Gottesdiensten im Dom auch von in- und ausländischen Konzert-Organisten genutzt wird, baute die Firma 2016 eine neue Schwellersteuerung und eine elektronische Setzerkombination ein.
Seit 2007 hat die Orgel 49 klingende Register, zudem zwei Transmissionen und fünf Auszüge (das heißt, Register werden mehrfach genutzt, was die musikalischen Möglichkeiten erweitert), ein Glockenspiel mit Röhrenglocken (g1–g3, spielbar im II. und im III. Manual sowie im Pedal) sowie Zimbelglocken (Zimbelstern).
Die Orgel hat folgende Disposition:
| I Hauptwerk C–g3 |                        |        |
| 01.              | Untersatz (= Nr. 40) 0 | 32′    |
| 02.              | Bourdun                | 16′    |
| 03.              | Prinzipal              | 08′    |
| 04.              | Gemshorn               | 08′    |
| 05.              | Hohlflöte              | 08′    |
| 06.              | Oktave                 | 04′    |
| 07.              | Rohrflöte              | 04′    |
| 08.              | Quinte                 | 2 ⁄3′  |
| 09.              | Oktave                 | 02′    |
| 10.              | Terz                   | 1 3⁄5′ |
| 11.              | Quinte                 | 1 ⁄3′  |
| 12.              | Solokornett III        |        |
| 13.              | Mixtur III–VI          |        |
| 14.              | Trompete               | 08′    |

| II Manual C–g3 |                      |     |
| 15.            | Großgedackt 0        | 16′ |
| 16.            | Hornprinzipal        | 08′ |
| 17.            | Gedackt              | 08′ |
| 18.            | Soloflöte            | 08′ |
| 19.            | Prästant             | 04′ |
| 20.            | Blockflöte           | 04′ |
| 21.            | Flachflöte           | 02′ |
| 22.            | Oktave               | 02′ |
| 23.            | Sesquialtera II      |     |
| 24.            | Scharff III–IV       |     |
| 25.            | Cymbel III           |     |
| 26.            | Rankett              | 16′ |
| 27.            | Krummhorn            | 08′ |
|                | Glockenspiel (g1–g3) |     |
|                | Tremolo              |     |

| III Schwellwerk C–g3 |                  |       |
| 28.                  | Gedackt          | 16′   |
| 29.                  | Geigenprinzipal  | 08′   |
| 30.                  | Rohrflöte        | 08′   |
| 31.                  | Quintade         | 08′   |
| 32.                  | Vox Coelestis II | 08′   |
| 33.                  | Koppelflöte      | 04′   |
| 34.                  | Gemsquinte       | 2 ⁄3′ |
| 35.                  | Piccolo          | 02′   |
| 36.                  | Sifflöte         | 01′   |
| 37.                  | Cornett III–V    |       |
| 38.                  | Oboe             | 08′   |
| 39.                  | Clarine          | 04′   |
|                      | Glockenspiel     |       |

| Pedal C–f1 |                          |         |
| 40.        | Untersatz                | 32′     |
| 41.        | Prinzipal                | 16′     |
| 42.        | Subbass (aus Nr. 40)     | 16′     |
| 43.        | Gedacktbass (= Nr. 28) 0 | 16′     |
| 44.        | Quintbass                | 10 2⁄3′ |
| 45.        | Offenbass                | 08′     |
| 46.        | Geigenprinzipal          | 08′     |
| 47.        | Flötenbass               | 08′     |
| 48.        | Gedacktbass              | 08′     |
| 49.        | Choralbass               | 04′     |
| 50.        | Flöte                    | 04′     |
| 51.        | Nachthorn                | 02′     |
| 52.        | Zink III                 |         |
| 53.        | Mixturbass IV            |         |
| 54.        | Posaune                  | 16′     |
| 55.        | Trompete                 | 08′     |
| 56.        | Clarine                  | 04′     |
|            | Glocken                  |         |

- Koppeln: II/I, III/I, III/II, III/III (Superkoppel), I/P, II/P, III/P
- Spielhilfen: 4 freie Kombinationen, Handregister ab, Walze ab, Zungen ab, Tutti
- Zimbelstern
- Anmerkungen:

1. 1 2 3  Auszug.
2. ↑  Zusammensetzung: Terz, Sept, None.
3. 1 2  Glockenspiel aus dem 2. Manualwerk, wahlweise spielbar auch vom 3. Manual.
4. ↑  Transmission.

## Glocken
Das Geläut besteht aus zwei Bronze-Glocken: eine Glocke aus dem Jahr 1517 mit dem Ton fis1 (-10⁄16), gegossen von Oswald Hilliger in Freiberg, die andere aus dem Jahr 1751 mit dem Ton d1 (-7⁄16), gegossen von Martin Heintze in Leipzig.
Bis 1917 hatte der Sakralbau vier Glocken – je zwei in beiden Türmen. Im Südturm hingen zwei kleinere Glocken ohne Verzierung und Inschrift: die eine mit 63 Zentimeter Durchmesser diente als Uhrschelle in der Turmlaterne; die andere mit 71 Zentimeter Durchmesser war Bet- und Tauf-Glocke. Sie mussten beide im Ersten Weltkrieg als „Metallspende“ abgegeben werden.
Beträchtlichen historischen Wert haben die beiden Glocken aus Glockenbronze im Nordturm – seit fast 500 Jahren erschallen ihre Töne „d“ und „fis“ mit reichen Obertönen und deutlich hörbarer „Quint a“, so dass aus der Ferne manche meinen, drei Glocken zu vernehmen. Ihren Guss hat möglicherweise Bischof Johann VI. von Saalhausen, der Ende des 15. Jahrhunderts seine Residenz von Meißen nach Wurzen verlegte, veranlasst.
Die kleinere Glocke stammt aus dem Jahr 1517, hat einen Durchmesser von 122,5 Zentimeter und eine Höhe von 91 Zentimeter. Es wurde vermutet, dass sie aus der Hillgerschen Hütte stammt – dies ist jedoch ohne Bestätigung. Neben reichen Verzierungen trägt sie die Umschrift: ave maria gracia plena dominus tecum bene a no dm XVc XVII adesto metterna inclita anna („Gegrüßt seist du, holdselige Maria, der Herr sei mit dir, im Jahre des Herrn 1517, hilf ruhmreiche Mutter Anna“). Die Glocke war 1917 wegen ihres besonderen historischen Kunstwertes von der Enteignung ausgenommen. Im Zweiten Weltkrieg war sie in die Wertgruppe D eingestuft und somit nicht ablieferungspflichtig.
Die große Glocke ist vier Jahre jünger, sie stammt aus dem Jahr 1521. Ihr Glockengießermeister ist unbekannt. Im 18. Jahrhundert zersprang sie „infolge immerwährenden Läutens“ und musste daher 1751 umgegossen werden. Seitdem trägt sie eine lateinische Inschrift, die übersetzt folgendes bedeutet: „Diese Glocke wurde geweiht, um zu heiligen Zusammenkünften zu rufen. Im Jahr 1521 gegossen. Da sie durch langjähriges Läuten gesprungen war, sorgte für ihren Neuguß aus dem alten Material das Wurzener Domkapitel im Jahre 1751“. Auf der Gegenseite ist zu lesen: Sit nomen Domini benedictum („Der Name des Herrn sei gelobt“) und „Meister Martin Heintze in Leipzig hat mich gegossen“. Ihr Außendurchmesser beträgt am unteren Rand 150 Zentimeter. 1917 wurde sie noch „wegen ihres geschichtlichen Wertes zurückgestellt“, doch 1942 musste sie als „Glockenspende“ an das NS-Regime abgetreten werden und wurde auf einen Glockenfriedhof gebracht. Sie blieb von der Zerstörung und Einschmelzung für Kriegszwecke verschont: Die Fachleute im Ausschuss für die Rückführung der Glocken konnten ihre Herkunft ermitteln, so dass die Glocke am 16. Mai 1950 per Bahn nach Wurzen zurückkehrte. Am 24. Mai 1950 wurde sie auch im Beisein von Vertretern der damaligen Stadtverwaltung wieder aufgezogen, und zu Pfingsten 1950 erklang sie erstmals wieder gemeinsam mit der kleineren Glocke und mit den Glocken der benachbarten Stadtkirche St. Wenzeslai zum Festtagsgeläut.

## Varia

### Finanzierung der Sanierung
Etwa um 1980 gab es die Idee, die Kosten der dringend erforderlichen, umfangreichen Domsanierung mithilfe eines Kirchenbauprogramms in der DDR zu finanzieren. Dies wurde 1984 verworfen, da die Kirchenoberen dafür andere Finanzquellen nutzen konnten.

### CD-Aufzeichnungen im Dom
Aufgrund der guten Akustik wird der Sakralbau gern als Aufnahmeort für Konzertmitschnitte genutzt. So nahmen 1995 die Leipziger Vokalromantiker die Lieder für die CD Tönt es laut von fern und nah (Label Querstand, Kamprad, Altenburg) im Dom zu Wurzen auf. 1998 produzierte Johannes Dickert mit seiner Jugendkantorei Wurzen dort deren erste CD Jauchzet dem Herrn alle Welt – Chor und Orgelmusik aus dem Dom St. Marien zu Wurzen. 
2006 kamen die CDs Weihnachten im Dom St. Marien zu Wurzen und 2010 Abend ward, bald kommt die Nacht – Abendlieder aus dem Dom St. Marien Wurzen mit Wolfgang Seifen hinzu. Im Mai 2015 zeichnete die Sächsische Bläserphilharmonie dort eine CD auf.

### 2014: 900 Jahre Dom
Das Domjubiläumsjahr 2014 – 900 Jahre Dom – wurde mit Festgottesdiensten, Vorträgen und Sonderkonzerten vielfältig gefeiert und gewürdigt, so mit dem Thomanerchor (8. Juli), den Thüringer Sängerknaben (29. Juli) und dem Ensemble Amarcord (31. Oktober). Am 18. Mai 2014 sendete MDR Figaro als Direkt-Übertragung den Gottesdienst aus dem Dom zu Wurzen. Am 13. Juli fand ein Ökumenischer Festgottesdienst zum Domherrentag mit dem Stiftsherrn des Domstiftes St. Marien Wurzen, Landesbischof Jochen Bohl, und dem katholischen Bischof emeritus des Bistums Dresden-Meißen, Joachim Reinelt, statt.
Zur Erinnerung an die Weihe des Domes am 16. August 1114 gab es am 16. August im voll besetzten Dom einen Abendmahl-Gottesdienst mit Mitgliedern der Domkapitel Meißen, Naumburg und Brandenburg als Ehrengäste.
Am 17. Oktober 2014 fand ein wissenschaftliches Kolloquium anlässlich des Domjubiläums statt. Bei der ganztägigen Veranstaltung im Schloss Wurzen, an der 90 Wissenschaftler und kunsthistorisch Interessierte teilnahmen, wurden der Dom und seine Geschichte aus den verschiedensten Blickwinkeln analysiert.

### 2006–2007: Ausstellung zum Künstler Georg Wrba
Eine Sonderausstellung im Dom St. Marien zu Wurzen, in der Städtischen Galerie am Markt und im Museum Wurzen hatte den Titel Der Bildhauer Georg Wrba 1872–1939 – Die Domausstattung in Wurzen und sein Wirken in Sachsen. Gezeigt wurde sie vom 4. November 2006 bis 18. März 2007.

### 2018: Ausstellung zu Bischof Johann VI. von Saalhausen
Johann VI. von Saalhausen, dem Bischof, der Wurzen zum Bischofssitz machte und im Dom seine letzte Ruhestätte fand, war die Ausstellung Mein Glaube, meine Macht – Johann von Saalhausen in Wurzens Stadtkirche St. Wenceslai vom 21. Mai – 3. Oktober 2018 gewidmet.